# Penelope Andrews
Penelope (Penny) Andrews es una jurista estadounidense educada en Sudáfrica.

## Biografía
Andrews fue criada en Sudáfrica durante el apartheid. Consiguió un B.A. y LL.B. en la Universidad de Natal, Durban, Sudáfrica, así como un LL.M. en la Escuela Universitaria de derecho de la Universidad de Columbia en la Ciudad de Nueva York.
Es una destacada estudiosa y activista de derechos humanos y fue admitida como defensora de la Corte Suprema de Sudáfrica, tiene una amplia experiencia internacional en temas legales de igualdad racial y de género, derechos humanos internacionales y derecho penal.
A lo largo de su carrera, Andrews ha enseñado en facultades de derecho en Sudáfrica, así como en el extranjero, y ha tenido un impacto tanto a nivel local como internacional. Su carrera docente comenzó hace más de 20 años, en La Trobe University en Melbourne, Australia. Luego pasó a convertirse en la primera mujer presidenta y decana de Albany Law School en Nueva York, además de ser profesora de derecho y directora de estudios internacionales en Valparaiso Law School en Indiana, EE. UU. Ha enseñado derecho en Francia, Canadá, Alemania, Australia, Holanda, Escocia, Canadá y, por supuesto, en su ciudad natal, Sudáfrica.
La Facultad de Derecho de Sudáfrica de la Universidad de KwaZulu-Natal entrega un premio anual en su nombre, el Premio de Derechos Humanos Penelope E. Andrews; y fue la Homenajeada en la Celebración del Mes de la Historia Afroamericana 2014 del Albany Common Council. También ha sido incluida como una de los 100 abogados negros más influyentes en los Estados Unidos de 2010 a 2015.

### Carrera
Andrews obtuvo su licenciatura en 1980 con especialización en historia económica, gobierno y administración de estudios africanos comparados y una licenciatura en derecho en 1982 de la entonces Universidad de Natal en Durban y poco después, dejó Sudáfrica para asistir a la Facultad de Derecho de Columbia en los EE. UU., donde recibió su maestría en derecho en 1984. Su carrera docente la comenzó en La Trobe de la Universidad de Melbourne, Australia, y desde entonces ha sido titular en 4 facultades de derecho en Australia y Estados Unidos. Ha formado parte de importantes comités de facultades de derecho y juntas directivas de organizaciones jurídicas de interés público, así como en consejos empresariales. Es miembro de la Asociación de Abogados del Estado de Nueva York y la Asociación de Abogados de Estados Unidos, ha participado y presidido varios equipos de acreditación para la Asociación de Abogados de Estados Unidos. También ha sido consultora de la Fundación Ford, del Fondo de las Naciones Unidas para la Mujer y el Comisionado de Victoria para la Igualdad de Oportunidades en Australia. Andrews fue finalista en 2005 para una vacante en el Tribunal Constitucional de Sudáfrica, el tribunal más alto en asuntos constitucionales del país..
En 2015 se convirtió en la primera decana sudafricana negra en ser nombrada en la Facultad de Derecho de la Universidad de Ciudad del Cabo, llegó en medio de una gran tensión y conflicto en la Universidad de Ciudad del Cabo como resultado de las protestas RhodesMustFall y FeesMustFall. Defendió fuertemente la equidad y la transformación de la UCT de la Facultad de Derecho.. Profesora de asuntos académicos de derecho en la Universidad de Ciudad de la Escuela de Nueva York de Ley antes de convertirse en decana y profesora de asuntos académicos. También ha sido profesora de ley y directora de estudios internacionales en Escuela Universitaria de Ley Valparaiso.
En enero de 2019, Andrews se unió a la facultad de la Facultad de Derecho de Nueva York.. Además de enseñar, es codirectora del Racial Justice Project, una organización dedicada a proteger los derechos de personas a las que se les niegan debido a su raza.

## Premios y reconocimientos
- Premio Internacional de la Asociación Nacional de Abogados por su inclusión global de defensa de los derechos humanos en la cuarta edición anual de la lista de poder de Lawyers of Colour de EE. UU. (2015)[13]
- Penelope E. Andrews Human Rights Award, University of KwaZulu-Natal, Faculty of Law (Inaugurated December 2005)
- Scholar in Residence Rockefeller Conference and Study Center, Bellagio, Italy (2004)
- Kate Stoneman Award – Albany Law School (2002)
- Public Interest Award – Public Interest Law Association, CUNY Law School (1996)
- International Women’s Day Award – CUNY Law Women’s Coalition (1995)
- Women of South Africa Achievement Award – South African-American Association (1995)
- Order of the Coif and Graduation Speaker – University of Maryland, School of Law (1985)

## Publicaciones
Ha publicado 4 libros y más de 50 artículos que se centran en el derecho internacional de los derechos humanos, el derecho constitucional comparado, la igualdad racial y de género y el poder judicial.

### Libros
- From Cape Town to Kabul: Reconsidering Women's Human Rights (2012)
- Law and Rights: Global Perspectives on Constitutionalism and Governance (Co-edited with Susan Bazilli, 2008)
- The Post-Apartheid Constitutions: Perspectives on South Africa's Basic Law (Co-edited with Stephen Ellmann, 2001)
- Gender, Race and Comparative Advantage: A Cross-national Assessment of Programs of Compensatory Discrimination (Editor, 1999)

Algunos artículos de Revisión de la ley
- From Prohibited Immigrants to Citizens: The Origins of Citizenship and Nationality in South Africa. By Jonathan Klaaren. Cape Town: UCT Press, 2017.
- "Who's Afraid of Polygamy? Exploring the Boundaries of Family, Equality and Custom in South Africa," University of Utah Law Review (2009)
- "'Democracy Stops at My Front Door': Obstacles in Gender Equality in South Africa," Loyola Chicago Journal of International Law (2007)
- "Big Love? The Recognition of Customary Marriages in South Africa," Washington and Lee Law Review (2007)
- "Learning to Love After Learning to Harm: Post-Conflict Reconstruction, Gender Equality and Cultural Values," Michigan State Journal of International Law (2006)
- "Violence Against Aboriginal Women in Australia: Possibilities for Redress within The International Human Rights Framework," Albany Law Review (1997)